# 6174 (číslo)
Šest tisíc sto sedmdesát čtyři je přirozené číslo. Římskými číslicemi se zapisuje MMMMMMCLXXIV.

## Kaprekarova konstanta
Číslo 6174 je výsledkem jedné úlohy rekreační matematiky. Je označováno jako Kaprekarova konstanta po indickém matematikovi D. R. Kaprekarovi.
Toto číslo je pevným bodem posloupnosti definované následujícím rekurzivním algoritmem:
1. Vezmi libovolné čtyřmístné číslo (s výjimkou čísla se čtyřmi shodnými ciframi – 1111, 2222, …; viz níže). (Lze použít i čísla s menším počtem cifer, které je ale třeba zleva dorovnat nulami, např. 274 → 0274.)
2. Uspořádáním jeho číslic vzestupně a sestupně vzniknou dvě čtyřmístná čísla (opět zde ale může vzniknout např. trojmístné číslo s předřazenou úvodní nulou).
3. Odečti menší od většího.
4. S výsledkem opakuj krok 2.

Výše uvedený algoritmus začne maximálně po sedmi opakováních generovat číslo 6174, které je pevným bodem posloupnosti, protože 7641 − 1467 = 6174.

### Příklad
Číslo 5342:
5432 − 2345 = 3087
8730 − 0378 = 8352
8532 − 2358 = 6174
Jediná čtyřciferná čísla, u kterých tento postup selhává, jsou čísla složená ze čtyř stejných číslic, u kterých první iterace skončí nulou.

### Zobecnění
Postup lze zobecnit pro jiné počty číslic a případně i jiné číselné báze. Pro trojciferná čísla v desítkové soustavě je pevným bodem číslo 495. V jiných případech neexistuje jediné číslo, ale algoritmus se zacyklí mezi několika hodnotami, případně takových cyklů existuje několik a výsledek závisí na počáteční hodnotě. Například čtyřciferná čísla v osmičkové soustavě mají dva cykly, jedním z nich je 30658 → 61528 → 52438 → 30658.

## Astronomie
- (6174) Polybius je planetka hlavního pásu, kterou objevil v roce 1983 Norman G. Thomas